# پرشین‌بلاگ
پرشین‌بلاگ، نخستین ارائه‌دهندهٔ خدمات وب‌نوشت تماماً فارسی است که ۲۳ خرداد ۱۳۸۱ کار خود را رسماً آغاز کرد.

## تاریخچه
عطا خلیقی سیگارودی، بهرنگ فولادی، و سهند قانون از بنیان‌گذاران نخستین پرشین‌بلاگ در ۲۳ خرداد ۱۳۸۱ بودند. از دیگر همکاران می‌توان به مهدی بوترابی مدیرعامل پیشین و از مؤسسان این سرویس‌دهنده اشاره کرد. در پی انتخابات سال ۱۳۸۸ در ایران،‌ رئیس این سرویس به دلایل نامعلومی دستگیر شد. اما بعدها از اتهام موسوم به «فتنه» تبرئه شد.
پرشین بلاگ به کمک اعضای خود پس از گذشت مدتی حجم وسیعی از محتوا در زمینه‌های مختلف در سطح اینترنت منتشر کرد. این روند ادامه داشت تا تقریباً پس از گذشت چهار سال تعداد وبلاگ‌هایی که بر روی پرشین بلاگ وجود داشته‌اند، عددی بین ۲۰۰ تا ۷۰۰ هزار وبلاگ بوده‌است.

## سرقت دامنهٔ دات‌کام
در مورخه ۲۷ تیر ۱۳۸۶ دامنهٔ دات‌کام پرشین‌بلاگ به سرقت رفت که این خبر با عنوان «پرشین هک شد» در برخی رسانه‌ها بازتاب یافت. در ۲۹ تیر ۱۳۸۶ پرشین‌ بلاگ اعلام کرد که این سایت به صورت موقت از طریق نشانی PersianBlog.ir در دسترس است.